# Liebmann (film)
Pour les articles homonymes, voir Liebmann.
Pour plus de détails, voir Fiche technique et Distribution.
L'été mystérieux ou Liebmann (sous-titré : Un été étranger) est un long métrage franco-allemand de 2016 de la réalisatrice Jules Herrmann. Les rôles principaux sont joués par Godehard Giese, Adeline Moreau et Fabien Ara. Liebmann a été présenté au 66ème Festival international du film de Berlin (Berlinale) dans la catégorie « Perspectives du cinéma allemand ». Il a également été projeté dans de nombreux festivals nationaux et internationaux et a été nommé au Teddy Award, au prix du Cinéma Européen ainsi qu'au Prix de la Critique cinématographique allemande. Il est sorti en salles en France le 26 janvier 2017. Ce film a été subventionné à hauteur de 10.000 euros par le Film- und Medienstiftung NRW.

## Synopsis
Antek Liebmann, enseignant, laisse derrière lui sa vie en Allemagne et loue pour l'été une chambre dans le nord de la France. Mais avant de commencer une nouvelle vie il doit régler ses comptes avec les fantômes de son passé.

## Production
Liebmann est le premier long métrage de Jules Hermann. Le tournage a duré deux semaines et demie, en Picardie, dans un village près de Laon. Le Film a été tourné sur la base d'une ébauche de scénario de 27 pages et en étroite collaboration avec l'acteur du rôle-titre, Godehard Giese.
Le film a été produit par Jules Herrmann avec Roswitha Esters et Torsten Reglin.

## Accueil critique
Le film a obtenu dans la presse un accueil largement positif, soulignant notamment qu'il ne donnait pas seulement à voir mais à penser,,,,,,,.

## Distinctions
- Nommé au Teddy Award 2016[11]
- Nommé au Prix du cinéma européen 2016[12]
- Nommé au Prix de la Critique cinématographique allemande en 2017 dans la Catégorie "Meilleur premier long métrage,"[13]